# Collins Nunatak
Collins Nunatak är en nunatak i Antarktis. Den ligger i Östantarktis. Australien gör anspråk på området. Toppen på Collins Nunatak är 41 meter över havet.
Terrängen runt Collins Nunatak är huvudsakligen platt, men åt sydost är den kuperad. Trakten är glest befolkad. Närmaste befolkade plats är Druzhnaya 4 Station, 9,7 kilometer nordost om Collins Nunatak.